# Bienala Whitney din 2026
Bienala Whitney din 2026 (în engleză 2026 Whitney Biennial) va fi cea a 82-a ediție a bienalei de artă (Whitney Biennial) a Muzeului Whitney (în engleză Whitney Museum), ce va fi găzduită în 2026, în New York City.

## Curatori
Bienala va fi organizată de curatorii de artă Marcela Guerrero și Drew Sawyer.